# 建武 (东晋)
建武（317年三月-318年三月）是东晋元帝司馬睿的第一个年号，共计2年。这也是东晋的第一个年号。
317年三月，晋元帝司马睿在建康建立东晋，改元建武。二年三月司馬睿才正式登基，同时改元大兴元年。

## 纪年
| 建武 | 元年     | 二年  |
| ---- | -------- | ----- |
| 公元 | 317年    | 318年 |
| 干支 | 丁丑     | 戊寅  |
| 成汉 | 玉衡七年 | 八年  |
| 前赵 | 麟嘉二年 | 三年  |
| 前凉 | 建兴五年 | 六年  |

## 参看
- 中国年号索引
- 其他时期使用建武的年号